# وینگ‌چون
وینگ‌چون (به چینی: 咏春拳) یکی از سبک‌های ورزش رزمی چینی، «کونگ فو» یا ووشو می‌باشد. این سبک دارای فلسفه ویژه و قدمت حدوداً ۴۵۰ ساله است و بیشتر بر روی مبارزه به کمک ذهن، احساس، روح و جسم تأکید دارد.
این روش مبارزه که ابتدا به نام سئولیم تائو یا سئونیم تائو (به معنی روش ایده کوچک) معروف بود، ابتدا توسط استادان ارشد معبد شائولین طراحی و ایجاد شده بود، که بر خلاف سبک‌های دیگر شائولین بر اساس آناتومی بدن و قوانین ریاضی و اشکال هندسی برای حملات ساده، سریع و کاربردی و دفاع کردن توسط زاویه‌های خاص به خصوص زاویه ۴۵ درجه و گارد بر اساس خط مستقیم و عدد طلایی بود.
حمله به معبد توسط دولت چین و کشته شدن بسیاری شاگردان و استادان و همچنین نابودی معبد باعث شد که هر کدام از استادان باقی‌مانده در گوشه‌هایی از چین به‌طور مخفیانه زندگی کنند. در این میان یکی از استادان باقی مانده که راهبه خانمی به اسم انجی مویی بود، روش سئولیم کونگ فو خود را به دختری به نام وینگ چون (به معنی بهار زیبا) با تغییراتی که بر اساس آناتومی زنانه و استفاده از نیرو و انرژی حریف بر ضد خودش بود، آموزش داد، که بعدها به نام سبک وینگ چون به شهرت رسید. مبارزاتی که توسط وینگ چون انجام می‌شد باعث شهرت او شد به‌طوری‌که افراد بسیاری برای مبارزه با او از نقاط دیگر به آن‌جا می‌آمدند. خانم وینگ چون با شخصی به نام لئونگ بک چائو که تاجری به نام و مبارزی قوی بود -که البته با خانم وینگ چون مبارزه کرده بود و شکست هم خورده بود- ازدواج کرد. خانم وینگ چون تمامی آموخته‌های خود را به او یاد داد این سبک چند نسل بعد توسط استاد لئونگ جان که یکی از استادان معروف کونگ فو در زمان خود بود به شهرت رسید. از استاد لئونگ جان، به عنوان استاد بدون شکست یاد می‌شود. شهرت جهانی وینگ چون توسط استاد ایپ من و شاگردانش (وونگ شون لونگ، ایپ چون و ایپ چینگ لومن کام، لئونگ تینگ و بروس لی) به اوج خود رسید.
ایپ من اولین فردی بود که به صورت عمومی آموزش وینگ چون را در هنگ کنگ آغاز کرد؛ و  لئونگ تینگ دومی سیفو از سبک وینگ چون بود که به صورت عمومی این هنر را آموزش و در جهان گسترش داد در حال حاضر استاد شیرویه حسن زاده، تنها نماینده رسمی این سازمان در ایران هستند و بیشتر مدرسان درجه یک وینگ چون از سیستم WT تبعیت دارند. حرکت دریک مسیر مستقیم، سرعت ضربات و تکنیک‌های مستقیم و ترکیبی و تلاش در جهت خنثی نمودن حملات حریف -بیشتر از اعمال نیرو برای ضربه زدن- یا حمله مستقیم از خصوصیات و ویژگی‌های بارز این هنر محسوب می‌شود. حرکات دست در این سبک بیشتر است و جزو سبکهای جنوبی چین محسوب می‌شود.

## معرفی
مهم‌ترین هدف وینگ‌چون واقع‌گرایی در سیستم دفاع شخصی است. وینگ‌چون به جای تأکید بر تکنیک‌های مبارزه، بر روی اصول انرژی و مبارزه تکیه می‌کند.
ایدهٔ اصلی این است که زیر فشار و استرس ، مبارزه غیرممکن است که فقط از «راهِ دیدن»، جهتِ دقیق و سرعتِ یک حمله را تشخیص داده و تصمیمی هوشمندانه با استفاده از روشی مؤثر در مقابل حمله حریف گرفت و باید بر حسِ لامسه و تماس‌ها با بدن تکیه کرد. این تصمیم باید در زمانی کوتاه و قبل از فرودآمدنِ حملهٔ حریف گرفته شود. ترجیحاَ شخص باید بلافاصله حمله‌ای را مستقیماً و محتاطانه طراحی کند. این واکنش‌های غیرارادی است که تعیین می‌کند در صورتی که حملهٔ حریف در ادامه خطرساز شود، واکنش چگونه باشد. چی سائو یا «دستان چسبان» به هنرجو یاد می‌دهد که چگونه به‌طور غیرارادی در برابر سرعت، نیرو و جهتِ یک حمله بر مبنای حسِ لامسه (حسی که بسیار سریع تر از حس بینایی و تصمیم، پس از پردازش مغز) واکنش نشان دهد.

## شاخه‌ها
یکی از شاخه‌های وینگ چون که به دستِ  لئونگ تینگ گسترش داده شده به جای آوانویسی مرسوم Wing Chun از آوانویسی Wing Tsun (که همان وینگ چون با لهجه آلمانی خوانده می‌شود) به منظور متمایزسازی این شاخه از دیگر شاخه‌ها استفاده می‌کند.و یکی از شاخه های وینگ چون ving chun است که توسط وونگ شون لعونگ شاگرد مستقیم ایپ من آموزش داده میشد و تاکید روی کاربردی بودن در مبارزه واقعی دارد

## اصول مبارزه
اصول هشت‌گانهٔ وینگ‌چون، سنگ بنای یک سیستم دفاع شخصی تهاجمی را تشکیل می‌دهد که به فرد اجازهٔ تطبیق به اندازه، قدرت و سبکِ مبارزه‌ایِ حریف را می‌دهد.
1. برو جلو: فوراً به منظور تماس با اندام حریف به جلو پیشروی کن (به منظور بکار افتادن رفلکس‌هایی که در چی سائو آموزش دیده می‌شود) یا حتی فرای آن برای اول ضربه زدن به حریف. این انفعال غیرمنتظره ابتدایی حریف را اغلب متعجب می‌کند و مبارزه را به فاصله نزدیک تبدیل می‌کند جاییکه عکس‌العمل‌های حسی بر عکس‌العمل‌های بینایی حکم فرمایی می‌کند و صد البته جاییکه وینگ چون کار حرفه‌ای، احتمالاً در آن منطقه بر حریفش برتری دارد.
2. به حریفت بچسب: اگر در ابتدا نتوانستی به حریفت ضربه‌ای وارد کنی و او را از کار بیندازی، به جای تماس برقرار کردن با بدن حریف (غیر از سر و گلو) سعی کن به او بچسبی. غالباً اولین عضوی که با آن تماس پیدا می‌کنید دست حریف است. حالا که با دست حریف تماس پیدا کرده‌اید او چگونه می‌تواند بدون اطلاع شما حمله‌ای را با دستش اجرا کند؟
3. در برابر نیروی بزرگ‌تر تسلیم شو: از آنجا که هیچ‌کس نمی‌تواند مطمئن باشد که از هر حریفی که در پیش رو دارد قوی تر است، شخص باید به شیوه‌ای آموزش ببیند که حتی در برابر حریف قوی تر پیروز باشد. چی سائو مانند یک معلم حرفه‌ای یاد می‌دهد که چگونه در برابر حملهٔ حریف واکنش‌های لازم را نشان دهید. وقتی که حقیقتاً حمله حریف از شما قدرتمندتر است، آموخته‌های شما در چی سائو به بدن شما می‌گوید که از مسیر حمله حریف کنار بروید و زاویهٔ دیگری را برای حمله پیدا کنید.
4. حریفت را تعقیب کن: متعاقب اصل اول در صورتی‌که حریف عقب‌نشینی کرد، واکنش فوری یک وینگ‌چون‌کار ادامه به حرکتِ رو به جلویش است. نه اینکه به حریفش اجازه دهد تا خودش را پیدا کرده و فرصتی هر چند اندک برای تجدید نظر در استراتژی حمله‌اش پیدا کند. بسیاری از سبک‌ها که تکیه بر سرنخ‌های بصری دارند ترجیح می‌دهند که یک گام به عقب بگذارند، اندکی صبر کنند و حمله‌های بعدی را طرح‌ریزی کنند که معمولاً می‌توان به این نکته در مبارزات ورزشی و تورنُمنتی پی برد.

### اصول انرژی
1. از نیروهای خودی رها شو: کاملاً ضروری است که فرد به منظور حرکت انرژیک و واکنش به موقع در برابر حمله حریف آرام باشد. وقتی که عصبی هستید، نیروهای خودی مثل یک ترمز عمل می‌کنند. پس در ابتدا باید از قید نیروهای خودی خلاص شوید تا بتوانید با چالاکی حرکت کنید.
2. از نیروهای حریفت رها شو: این اصل شبیه به اصل سوم مبارزه است. وقتی حریف می‌خواهد از قدرتش برای پایان دادن به مبارزه استفاده کند، تقلا برای مقاومت کردن در برابر قدرت حریف، واکنش مناسبی نیست بلکه واکنش مناسب، خنثی کردن نیروی حریف با دور کردن نیروی حریف از بدن یا دور کردن بدن از آن می‌باشد.
3. از نیروی حریف ضد خودش استفاده کن: از نیرویی که حریف به شما تقدیم می‌کند، بهره بگیرید. اگر حریف شما را به طرف خودش می‌کشد از آن نیرو به عنوان قسمتی از حمله‌تان استفاده کنید. یا اگر حریف شما را به سمت چپ هل داد، مثل یک درِ چرخان عمل کنید و از آن نیرو در حمله‌ای با دست راست استفاده کنید.
4. نیروهای خودی را اضافه کنید: علاوه بر قرض گرفتن نیروی حریف، می‌توانید نیروی خودتان را به آن اضافه کنید.

همان قدر که عکس‌العمل‌ها در یک دفاع شخصی بیانگر پیشرفت هستند، اصول قدرتی نیز باعث پیشرفت هر چه بیشتر هستند. به‌طوری‌که یک هنرجوی وینگ‌چون طی سالیان تمرین همه آن‌ها را مد نظر دارد. اول: تمرین فرم و تعداد زیاد مشت برای یادگیری ریلکسیشن در مبارزه (به منظور ضدحمله بر مبنای حس لامسه) و زدن مشت بدون تنش. دوم: ساعت‌های بیشمار تمرین چی سائو به منظور افزایش توانایی در رها کردن نیروی خودی و قرض گرفتن نیروی حریف و در آخر تمرینات قدرتی خاص برای افزایش هر چه بیشتر قدرت مشت و ضربات.

بروس لی در حال تمرین چی سائو با سی فو ییپ من

## آموزش

### چی سائو
چی سائو (黐手) یا «دستان چسبان» یک اصل و همچنین تمرینی است که به منظور توسعهٔ رفلکس‌های خودکار یا عکس‌العمل‌های غیرارادی در مبارزه استفاده می‌شود. این شکل منحصربه‌فرد از تمرین مستقیماً با اصول وینگ چون در ارتباط است و در منطقه‌ای انجام می‌شود که مبارز با حریفش در تماس است. با برقراری تماس، بدن مبارز نسبت به تمامی حرکات حریف حساس می‌شود. چی سائو در ادامه با تمرینات لات سائو تکمیل می‌شود.

### لات سائو
لات سائو یا «تمرینِ دستان غلتان»، در منطقه ایست که دو هنر جو تماس شان را با یکدیگر حفظ می‌کنند در حالیکه تکنیک‌های مختلف را اجرا می‌کنند. به‌وسیله این تمرین، دو هنرجو تغییرات در مکانیک، فشار و شدت حرکت بدن حریف را احساس می‌کنند. افزایش میزان حساسیت که توسط این تمرین بدست می‌آید،
یه هنرجو کمک می‌کند تا به‌طور غیرارادی و بدون فکر کردن، حمله و ضد حمله‌اش را علیه حریف با دقت، سرعت و تکنیک مناسب اجرا کند. این فرایند می‌تواند نوعی حافظهٔ ماهیچه‌ای یا ناخودآگاه نامیده شود.
با لات سائو یک مبارز وینگ‌چون می‌تواند چگونگی حرکات حریف را بدون نگرانی از آسیب دیدن خودش و حریفش بررسی کند. به همین علت است که لات سائو یکی از قسمت‌های کلیدی در آموزش وینگ چون است. لات سائو تمرینی برای میزان حساسیت به منظور کسب واکنش‌ها ی خاص غیرارادی در چی سائو است.
اگرچه یک فرد عادی ممکن است به این تمرین مثل یک نوع مبارزه بنگرد، اما یک هنرجوی وینگ‌چون به هیچ عنوان نگرش مبارزه‌ای نسبت به این تمرین ندارد، بلکه آن را به عنوان نوعی تمرین هدفمند جهت افزایش واکنش‌پذیری در مبارزه در نظر می‌گیرد.
در واقع تکنیک‌هایی که در لات سائو انجام می‌شود همان تکنیک‌هایی است که در چی سائو انجام می‌شود و تفاوت در آن است که آموزش تکنیک در لات سائو برای هنرجویانی است که هنوز چی سائو را فرا نگرفته‌اند.

### فرم‌های مقدماتی
فرم‌های مقدماتی وینگ چون در بستهٔ آموزشی دورهٔ شاگردی قرار دارد. تکنیک‌های بیشتر در فرم‌های بعدی به هنرجو آموزش داده می‌شوند. در متدِ وینگ چون هدفِ هر دوره، آموزش در حدّ نیازِ هنرجو است. از این حیث که در هر دوره، آموزش بر مبنای آن چیزی است که از قبل هنرجو آموخته‌است. بدین ترتیب فرد به سرعت درک بیشتری نسبت به داشته‌های قبلی و جدیدش پیدا می‌کند. ممکن است هنرجو در ابتدا قسمت‌های مقدماتی را وقتی که آموزش می‌بیند، به‌طور کامل درک نکند اما آموزش‌های اولیه به عنوان شالودهٔ اصلی در درجات بالاتر محسوب می‌شود.
سه فرم اصلی بدون سلاح به نام‌های، سیو نیم تائو، چام کیو، بیو جی می‌باشد.

### سیو لیم تائو
سیو نیم تائو یا «فرم ایده‌های کوچک» شامل فرم پا به همراه حرکات سنتی دست می‌باشد.
سیو نیم تائو اولین فرم وینگ چون می‌باشد. این فرم شامل حرکات دست که همگی در حالت نشست سائو چانگ (نشست وینگ چون) اجرا می‌شود می‌باشد. در این فرم از حرکات پا (جابجایی و لگد) خبری نیست. هنرجو با فراگیری این فرم اولین گام را جهت آشنایی با وینگ چون برداشته. در این مرحله از هنر جو انتظار می‌رود اصول و قواعد وینگ چون را درک کرده (انعطاف داشته باش تا شکسته نشوی) و توانایی اجرای دان چی (چی سائو با یک دست) را کسب کرده باشد.

### چام کیو
چام کیو دومین فرم وینگچون است (پل) که شامل حرکات دست (دفاع و حمله) و پا (جابجایی، لگد، چرخش) است. هنرجو پس از فراگیری قسمت اولِ وینگچون (سیو نیم تائو) آمادگی فراگیری چام کیو را بدست می‌آورد.
در این مرحله به هنرجو چی سائو (کار با نیروی حریف به گونه‌ای که نیاز به قدرت نباشد) آموزش داده می‌شود. چی سائو یک تمرین برای کسب مهارت در مبارزه برای فاصله نزدیک است ولی اصول حاکم بر چی سائو برای فواصل دور نیز صادق است.
در این مرحله از هنرجو انتظار می‌رود که با سلاحهای خود آشنا شده و به گونه‌ای تمرین کرده باشد که سلاح‌هایش کاربردی باشد.

### فرم‌های پیشرفته

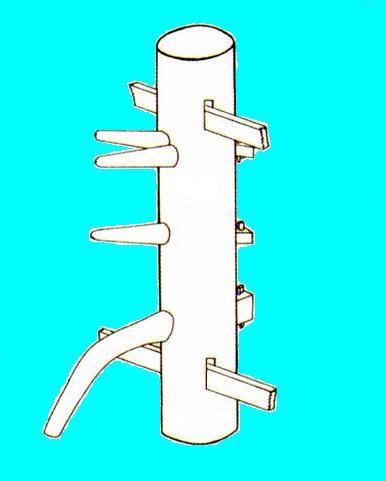
موک یانگ جونگ، وسیله تمرین مقدماتی و پیشرفته

وینگ چون فرم‌های گوناگونی دارد که قسمتی از آن‌ها تنها وقتی آموزش داده می‌شود که فرد به یک مربی با صلاحیت تبدیل شده باشد. در زیر جزئیات بیشتری در مورد فرم‌های پیشرفته وینگ چون می‌خوانید:

### بیو جی
بیو جی (به معنای «انگشتان پیشرو») کاربرد تکنیک‌های دست (منظور از دست در اینجا، کف دست می‌باشد) باز را در بر می‌گیرد. (در مقابل تکنیک‌های دست بسته (همان مشت))یه همین خاطر است که این اسم بر آن نهاده شده‌است.

### آدمک چوبی
موک یان جونگ لفظ به لفظ به معنای «ستون چوبی که به عنوان یک آدمک استفاده می‌شود» می‌باشد، در واقع جای یک حریف فرضی تمرینی را می‌گیرد. اگرچه آدمک چوبی را نمی‌توان به عنوان یک حریف هوشمند در نظر گرفت اما می‌تواند نماینده نیرو و انرژی حریف باشد.
در حال حاضر وینگ چون از کمیته های فدراسیون ووشو ج.ا.ا با ریاست سیفو شیرویه حسن زاده در حال فعالیت می باشد. برای اولین بار در ایران دو واحد تخصصی با نام ووشو و با محوریت وینگ چون کونگفو و دفاع شخصی در دانشگاه تهران توسط سیفو محمدرضا حلاج، مدرس دانشگاه تهران، ارائه گردیده است.

## سیستم درجه‌بندی
یکی از ویژگی‌های وینگ چون سیستم آموزش سازمان یافته‌اش می‌باشد. در حالیکه بسیاری از سبک‌های رزمی با روش غیر یکنواختی آموزش می‌دهند، ساختار سیستم مانند دوره‌های تحصیلی در مدارس است. بگونه‌ای که هر سطح روی سطح قبلی بنا می‌شود.
بر خلاف مدل آموزش سنتی استاد-شاگردی که یک شاگرد سال‌ها یا حتی تا آخر عمر به دنبال استادش بود، متد آموزشی IWTA به همه هنرجویان تضمین می‌دهد که در هر درجه تحصیلات کامل را دریافت کند. یک فرد پر مشغله که در هفته تنها دو بار فرصت ورزش کردن دارد، هرگز ایده‌های مهمی که همکلاسی‌های تمام وقت، که ظاهراً همیشه در کلاس هستند (که یک امتیاز ناعادلانه‌است)، دریافت می‌کنند را از دست نمی‌دهد.

### درجات شاگردی
دوره آموزش وینگ چون شامل دوازده درجه شاگردی است که دو فرم ابتدایی سیو نیم تائو و چام کیو بعلاوهٔ تمرینات پون سائو و دان چی و کاربردهای چی سائو را پوشش می‌دهد. در کنار ترکیبات مختلف دست در سیو نیم تائو، مجموعه استانداردی از فرم‌های پا نیز در این دوره یادگرفته می‌شود.
درجات شاگردی بر مبنای عناوینی که در هر دوره آموزش داده می‌شود، به سه بخش تقسیم می‌شود:
درجات ۱ تا ۴، یادگیری مهارت‌های پایه‌ای در سه فاصله مبارزاتی
- درجه یک -احترام و تواضع، مبانی اصولی سبک و مهارت‌های حرکتی، درگیر شدن در فاصله دور، شروع سیو نیم تائو «شروع تمرین دستها با لات سائو»
- درجه دوم - مبارزه در فاصله دور به همراه مشت زدن‌ها و لگدها زدن‌ها، کل «سیو نیم تائو»
- درجه سوم -گذار از فاصله حملاتی دور به فاصله میانی در تمارین لات سائو به صورت آزادتر و روتین
- درجه چهارم -گذر از فاصله حملاتی میانی به فاصله نزدیک و شروع فرم «چام کیو» و «تمارین لامسه دستها به نان پون سائو و دانچی»

درجات ۵ تا ۸،
- درجه پنجم - حملات در فاصله کوتاه و مبارزه هم‌زمان با هر دو دست
- درجه ششم -شروع چی سائو و تطابق نیروهای خود با حریف
- درجه هفتم - تکنیک‌های گرفتن و قفل دست و پاها و رد کردن
- درجه هشتم - تکنیک‌های کشیدن و هل دادن

درجات ۹ تا ۱۲، کاربردها
- درجه نهم - در مقابل تک مهاجم و کاربرد تکنیک‌های کلاسیک
- درجه ده - در مقابل دو مهاجم و کاربرد به صورتِ تکنیک‌های آزادِ
- درجه یازدهم - در مقابل تک مهاجم مسلح به سلاح سرد به صورت کلاسیک
- درجه دوازدهم - در مقابل دو مهاجم مسلح به سلاح سرد آزاد

در درجه ۹ شاگردی هنرجو نه تنها باید سبک را به خوبی بشناسد (همچنین در درجه ۸) بلکه باید به خوبی از کاربردهای آن استفاده کند. مهارت تنها تفاوت مهم بین این دو درجه‌است، که بسته به مدرسه‌ای که هنرجو تحت تعلیم است، درجه ۸ و ۹ می‌تواند با عنوان کمربند مشکی برابری کند. البته هیچ اجماعی روی این مسئله وجود ندارد چون هیچ مقایسه قراردادی و ریتمی در این بین وجود ندارد.
در بعضی مدارس درجات مختلف با تی شرت‌های مختلف مشخص می‌شوند، مثل لباس با رنگ سفید تا درجه پنجم، خاکستری برای درجه ۵ تا ۸ و مشکی برای درجه ۹ تا ۱۲.

### درجات مربیگری
در ادامهٔ درجات شاگردی، ۱۲ درجهٔ استادی نیز وجود دارد. در سطوح مربیگری، هنرجو تمرینات را در غالب برنامه‌های پیشرفته وینگ چون آغاز می‌کند.
1. بیو جی
2. موک یان جونگ (آدمک چوبی)
3. لوک دیم بون کوآن فا («نیزه شش و نیم نقطه‌ای» یا چوب بلند)
4. بارت چام دائو (قداره برنده هشتی شکل یا شمشیر پروانه‌ای شکل)

سطوح مربیگری به سه بخش تقسیم می‌شود:
1. ۱ تا ۴: تکنسینی
2. ۵ تا ۸: پراتکنسینی
3. ۹ تا ۱۲: فیلسوفی

از یک تکنسین انتظار می‌رود که با تکنیک‌هایش مبارزه کند. از یک پراکتسین انتظار می‌رود که یک مبارز تجربی کامل باشد و یک فیلسوف باید عناصر عقلی و معنوی را به خوبی درک کرده باشد.